# Edelbrunn
Edelbrunn ist ein Gemeindeteil der Gemeinde Breitbrunn im unterfränkischen Landkreis Haßberge in Bayern.

## Geografie
Das Dorf liegt im südlichen Teil des Naturparks Haßberge an einem Hang oberhalb einer Talmulde. Die Kreisstraße HAS 59 von Breitbrunn nach Lußberg führt durch den Ort. Bamberg befindet sich etwa 20 Kilometer südöstlich von Edelbrunn.

## Geschichte
Der Ort, dessen ursprünglicher Name sich als Flurbezeichnung „Göbitz, Godwitz“ gehalten hat, geht wohl auf eine Slawen- oder Wendensiedlung zurück. Möglicherweise beruht der alte Ortsname auf dem Personennamen Godovici (Ort des Godovici).
Eine Erstnennung erfolgte als „Gödwitz“ um 1319/20 mit der Belehnung von Zehntanteilen für Wolfram von Gliezemberg durch den Würzburger Bischof. Ab dem 14. Jahrhundert folgte eine Wüstungsperiode. Etwa im Jahr 1350 gab es eine Ortsnennung mit „Nota illi de Rotenhan habent arbustum Godwicz“. Mit den Gütern wurden 1401 die von Rotenhan vom Kloster Michelsberg zu Bamberg belehnt.
Vermutlich im 16. Jahrhundert kam es auf dem Gebiet des Göbitz, das in Besitz der von Rotenhan war, zur Neugründung eines Hofes oder einer Siedlung durch einen Edelmann oder einen Untertanen eines Edelmannes mit dem neuen Ortsnamen „Edelbrunn“ aufgrund der Lage an einem Brunnen oder in der Nähe von Breitbrunn. 1689/91 stellte Edelbrunn, das inzwischen in Besitz der Familie von Guttenberg war, Schöffen für das Zentgericht Kirchlauter. 1768 war Edelbrunn ein bambergisches, fürstbischöfliches Lehen der Guttenberg.
1839/1840 kam Edelbrunn, das im Jahr 1818 20 Einwohner hatte, zur Ruralgemeinde Hermannsberg. Die wurde 1862, dem Landgericht Baunach zugeordnet, in das neu geschaffene bayerische Bezirksamt Ebern eingegliedert. Der Weiler Edelbrunn, 2,0 Kilometer vom Hauptort Hermannsberg entfernt, zählte im Jahr 1871 26 Einwohner. Die Katholiken gehörten zur Pfarrei im 5,0 Kilometer entfernten Kirchlauter. Eine katholische Bekenntnisschule befand sich im 1,5 Kilometer entfernten Breitbrunn. 1900 hatte die 258,11 Hektar große Gemeinde Hermannsberg 129 Einwohner, von denen 102 Katholiken und 27 Protestanten waren, sowie 26 Wohngebäude. Edelbrunn zählte 32 Einwohner und 7 Wohngebäude. Die evangelischen Einwohner gehörten zur evangelischen Pfarrei im 5,0 Kilometer entfernten Ort Gleisenau. 1925 lebten in Edelbrunn 46 Personen in 6 Wohngebäuden.
1950 hatte der Weiler 48 Einwohner und 6 Wohngebäude. Im Jahr 1961 zählte Edelbrunn 32 Einwohner und 6 Wohngebäude. 1970 waren es 41 und 1987 38 Einwohner sowie 11 Wohngebäude mit 12 Wohnungen.
Am 1. Januar 1970 wurde Edelbrunn mit Hermannsberg nach Breitbrunn eingegliedert. Am 1. Juli 1972 folgte im Rahmen der Gebietsreform in Bayern die Auflösung des Landkreises Ebern. Edelbrunn kam zum Haßberg-Kreis.